# Watch Mr. Wizard

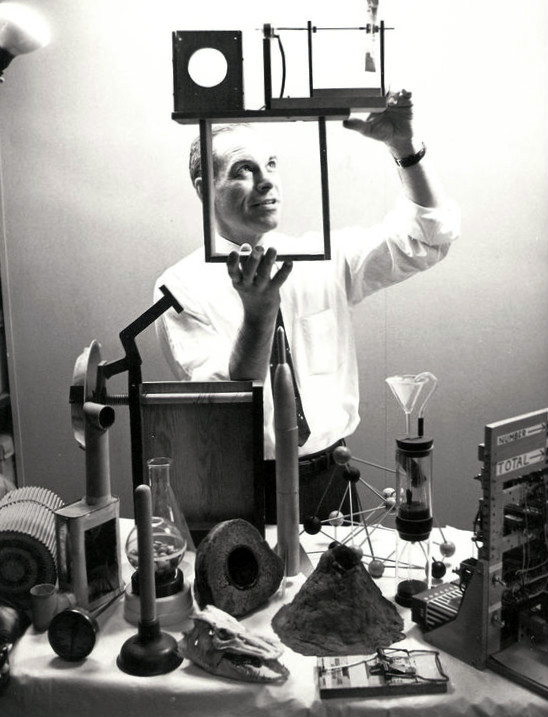
Don Herbert dans Watch Mr. Wizard en 1961.

Watch Mr. Wizard est une émission télévisée américaine de vulgarisation scientifique destinée aux enfants, présentée par Don Herbert.
La première version de l'émission, en noir et blanc, a été diffusée de 1951 à 1965 sur le réseau NBC. L'émission a ensuite été relancée en 1971 au Canada sous le nom de Mr. Wizard, et a été diffusée durant une année sur la chaîne de télévision de Radio-Canada CBC. L'émission est ensuite relancée aux États-Unis dans les années 1980, et diffusée de 1983 à 1990 sous le nom Mr. Wizard's World sur la chaîne de télévision pour enfants Nickelodeon.